# PayPayカード
PayPayカード株式会社（ペイペイカード）は、日本の金融業を営むクレジットカード会社。現在は、PayPayの完全子会社である。2021年にワイジェイカード株式会社から現社名に変更した。2023年3月末時点での有効会員数は1,000万人を超えている。

## 概要
KCカード株式会社（現名称・Jトラストカード株式会社）の会社分割に際し、ケーシー株式会社として設立された。当時のKCカード株式会社の親会社であるJトラストは、KCカード事業、信用保証事業、料金収集業務を新設するケーシー株式会社に譲渡した上でケーシーの株式をヤフー株式会社、および、ソフトバンク・ペイメント・サービス株式会社に譲渡することとしており、その一環で設立された会社である。
会社分割前のKCカード株式会社は、1963年に設立され、1978年から2005年までは「国内信販株式会社」、2005年から2011年まで「楽天KC株式会社」、2011年から2015年初頭までは「KCカード株式会社」の名称で営業していた。詳細は、Jトラストカードを参照のこと。
また、経済産業省によって2022年から2024年度に健康経営優良法人に認定されている。

## 沿革
- 2014年（平成26年）7月8日 - ケーシー株式会社設立。
- 2015年（平成27年）1月5日 - 会社分割でKCカード株式会社よりKCカード事業、信用保証事業、料金収集業務を承継。商号をワイジェイカード株式会社に変更。株式をヤフー株式会社及びソフトバンク・ペイメント・サービス株式会社に譲渡。カード名及びカードフェイスはKCカードを引き継いだ。
- 2021年（令和3年）
  - 10月1日 - 社名を「PayPayカード株式会社」に変更。同時に本店所在地を福岡県福岡市博多区から東京都千代田区に移転[5][6]。
  - 同年12月1日 - 「PayPayカード」の発行を開始[7]。
- 2022年（令和4年）10月1日 - ヤフーが保有しているPayPayカードの全株式をPayPay株式会社に譲渡し、同社の完全子会社となる[8]。

## クレジットカード事業

### Yahoo! JAPANカード
2015年4月より発行を開始した。Yahoo! JAPANカードは、VISA、Mastercard、JCBの3つの国際ブランドで発行している。利用額に応じてTポイントが付与される。
2019年6月現在、Yahoo! JAPANカードはPayPayにチャージできる唯一のクレジットカードである。
2021年11月末で新規の申込受付を終了。既存会員については順次PayPayカードへ自動切り替えとなる。

### PayPayカード
2021年12月1日発行開始。VISA、Mastercard、JCBの3つの国際ブランドで発行。利用額に応じてPayPayポイントが付与される。(200円未満は除く）

### KCカード
2016年2月18日をもって全カードの新規発行を全て終了した。最終的に発行を行っていたのは、「KC MasterCard」及び「KC JCBカード」であった。「楽天KC VISAカード」所有者は、「KC MasterCard」に切り替えられた。

なお、KCカードの全てのサービスは2022年2月27日をもって終了した。

### 金利・手数料について
ほとんどのカード会社では、リボ払い変更契約をしても、弁済が結果的に一回払であれば手数料を課金されないが、国内信販時代から、リボ払はたとえ翌月完済であっても手数料が課金される。
同方式を採用するカード会社は現在稀であるが、昔からある方式として敢えて重説事項とはしていないため、手数料について無課金であろうという誤解が生じやすい。なお、課金方式について規約全文内には明記されており、法的規制もないため法的には一切問題はない。
金利・手数料率としては、グレーゾーン金利の規制により、横並び傾向が高まったため、一般他社比で特異な点はない。

## その他の事業
- KCマネーカード - キャッシング専用カード。2016年2月18日をもって新規発行を終了した。
- KCギフトカード - 2019年5月末日をもって取り扱いを終了した。
- 機関保証 - 九州中心に地方銀行の無担保小口ローンに対して信用保証業務を行っている。

## 加盟する信用情報機関
クレジットカードなどの信用審査を行う為に以下の信用情報機関に加盟する。
- 株式会社シー・アイ・シー（CIC）
- 株式会社日本信用情報機構（JICC）